# Fernando Salvador Key Sánchez
Fernando Salvador Key Sánchez (Caracas, Venezuela, 16 de noviembre de 1909 - ibídem, 22 de septiembre de 1989) fue un ingeniero hidráulico y político venezolano perteneciente al Partido Comunista de Venezuela, cofundador del periódico Noticias de Venezuela y realizador de numerosas obras hidrológicas en el país.

## Vida
Fue hijo de Fernando Key Ayala y María Sánchez Ramos. Comenzó su educación en el colegio San Agustín y siguió su bachillerato en el colegio La Salle. En 1928 ingresa a la Universidad Central de Venezuela (UCV) en la carrera de ingeniería civil, ese mismo año Key participa en las protestas contra el gobierno de Juan Vicente Gómez, formando parte de la Generación del 28, es detenido y termina realizando trabajos forzados en Araira, posteriormente es enviado al Castillo Libertador. En la cárcel tuvo contacto con José Pío Tamayo, Alberto Ravell y Juan Montes quienes lo llevaron a apoyar ideas socialista. Al año siguiente, en 1929, es puesto en libertad.
En 1933 es nuevamente apresado, esta vez es enviado a La Rotunda durante un año hasta que logra salir exiliado a México donde permanece hasta la muerte del presidente Gómez lo que le permite volver a Venezuela y terminar sus estudios universitarios. En 1937 se casa con Graciela Domínguez y se une al Partido Comunista de Venezuela (PCV). Una vez culminados sus estudios en la UCV (1941) viaja a trabajar en Ciudad Bolívar como jefe de las obras de contención de inundaciones, en 1945 es nombrado en Caracas como jefe de la División de Hidrología de la Dirección de Obras de Riego para el período de 1945-1948. En el año 1947 se desempeña como vicepresidente del Consejo Supremo Electoral (CSE).
Luego del derrocamiento de Rómulo Gallegos en 1948 es expulsado del país y exiliado de nuevo a México. Allí, junto a Ernesto Silva Tellería y Germán Carrera Damas fundan el periódico Noticias de Venezuela. En México D.F. ejerce la Jefatura del Departamento de Hidrología y reconocimiento de Cuencas. Cuando cae el gobierno del presidente Marcos Pérez Jiménez en 1958, Key regresa a Venezuela y se incorpora en la administración pública como Consultor Técnico del Ministerio de Obras Públicas.
En 1980 es jubilado luego de 33 años como docente universitario, dedica la última parte de su vida como miembro del comité central del PCV y como colaborador del periódico Tribuna Popular.